# Cokin

Cokin-Logo

Cokin ist ein französisches Unternehmen mit Sitz in Rungis, Département Val-de-Marne, das auf die Herstellung von optischen Filtersystemen für Fotografie, Video und Film spezialisiert ist. Bekannt wurde die Firma durch ihr Creative Filter System, das der französische Fotograf Jean Coquin erfand und 1978 auf den Markt brachte. Der Name Cokin steht gemeinhin für dieses Filtersystem. Nach der Insolvenz im Jahr 2010 wurde Cokin 2011 vom japanischen Hersteller Kenko-Tokina übernommen.

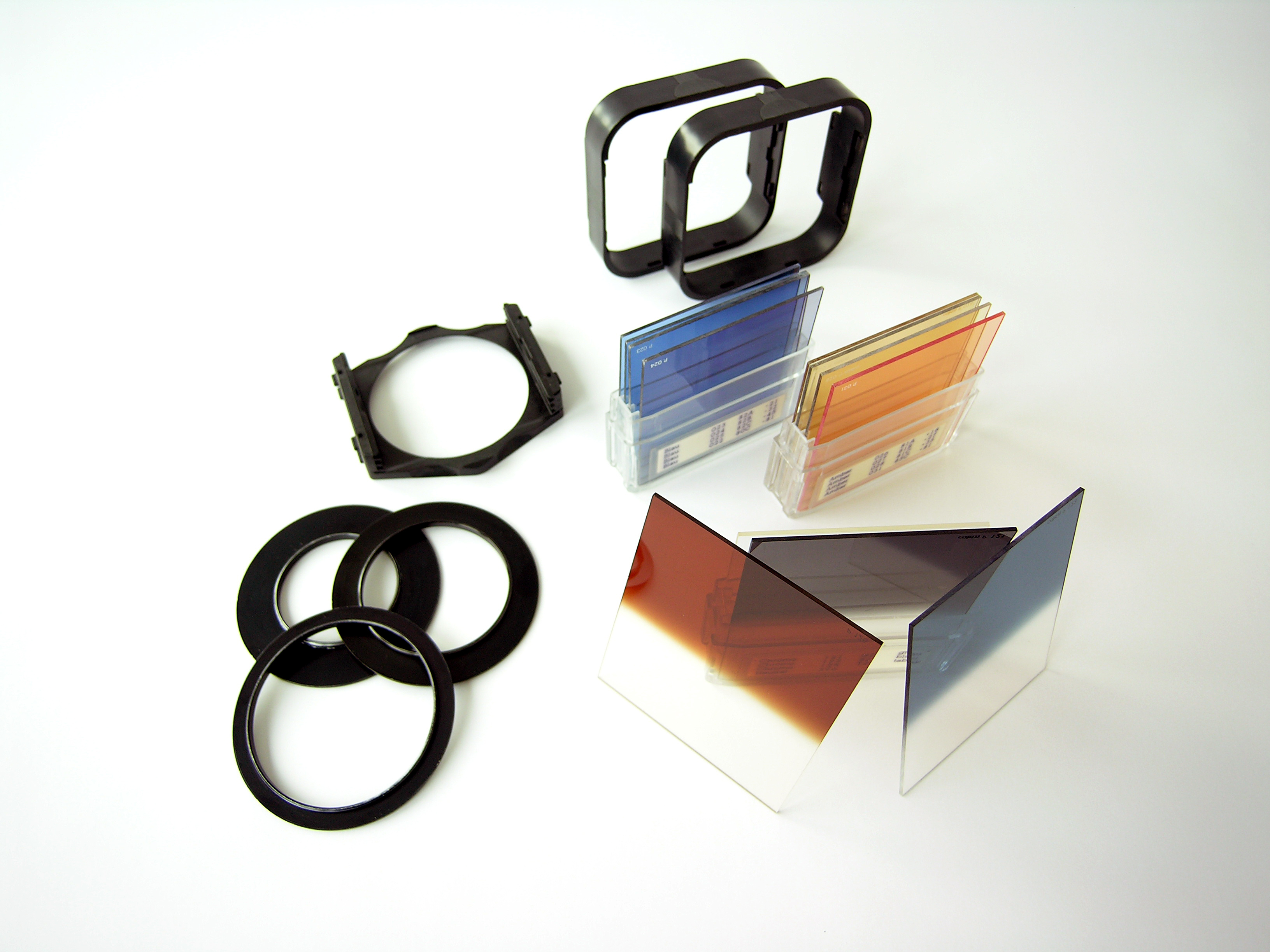
Elemente des P-Serie Filtersystems: Adapterringe Ø 52, 62 und 72 mm, Filterhalter, Sonnenblenden, diverse Filter

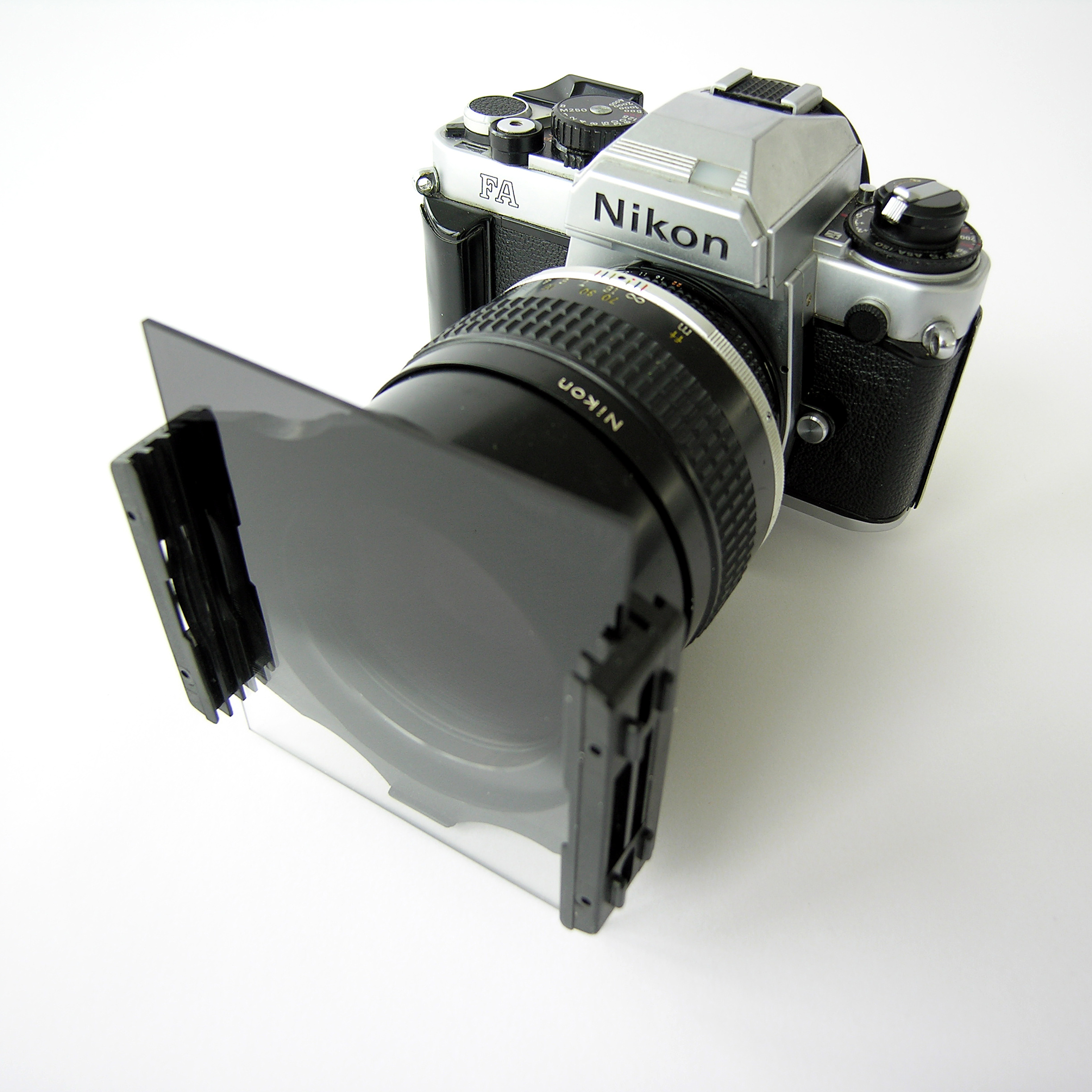
Cokin-Filter vor Objektiv

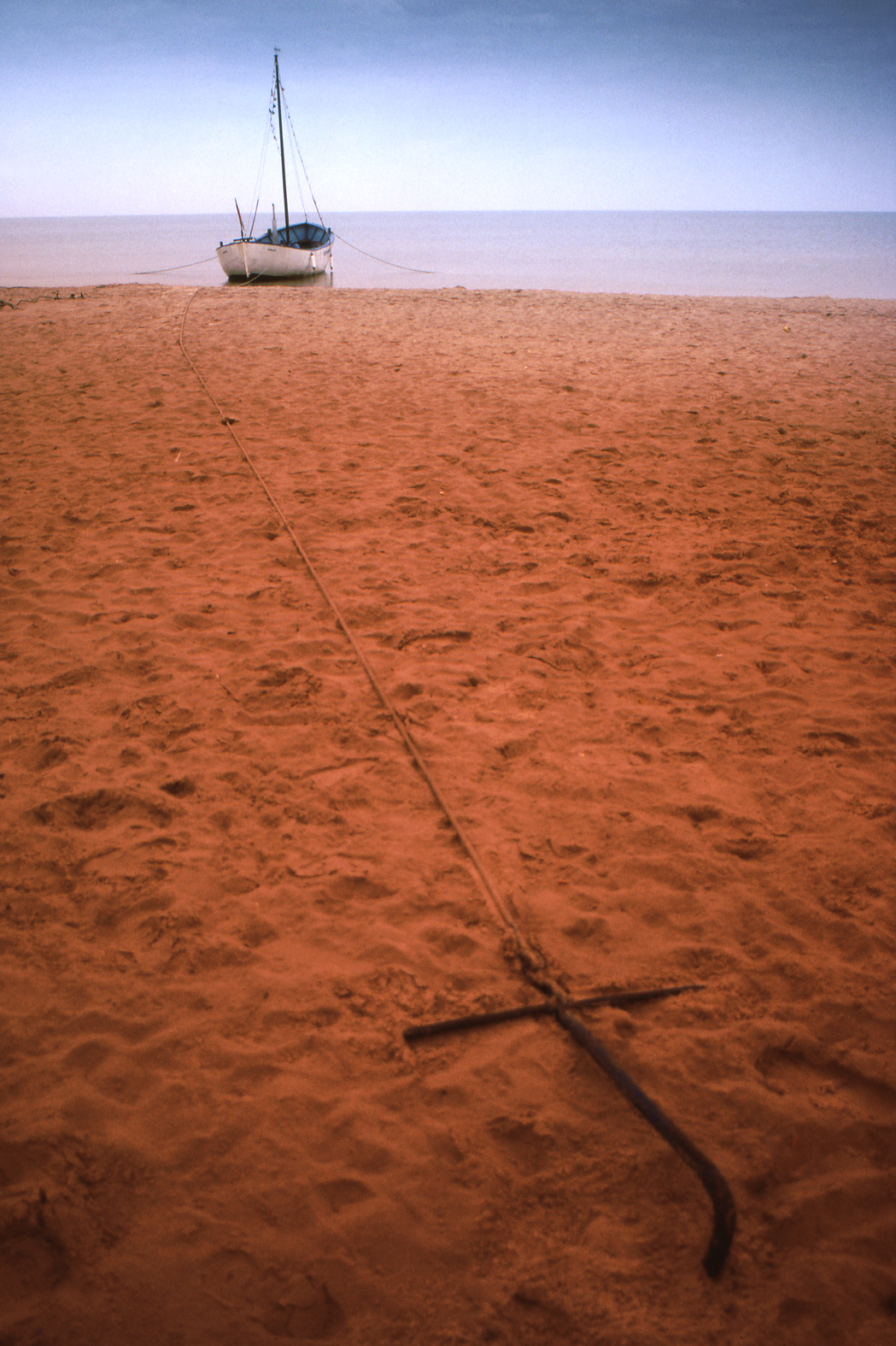
Effekt mit Verlauffilter 125 (tabak) von unten und 123 (blau) von oben

Im Gegensatz zu herkömmlichen Filtern, die entweder in das Filtergewinde des Objektivs vor der Frontlinse eingeschraubt oder dort aufgesteckt werden, entwickelte Jean Coquin ein System, das auf einem universellen Halter basiert und Filter-Standardgrößen einsetzt. Der Filterhalter wird mittels eines Adapterrings in das Objektiv eingeschraubt. Dieses System hat den Vorteil, dass ein Filter für verschiedene Objektivdurchmesser benutzt werden kann. Es ist nur jeweils ein Adapterring für die vorhandenen Objektivdurchmesser notwendig.
Cokin-Filter sind meist aus CR 39 gefertigt, einem Kunststoff, der auch bei der Herstellung von Brillengläsern und Kontaktlinsen Verwendung findet. Eine 2015 eingeführte Reihe von Neutralgrau-Filtern namens "Nuances" besteht aus Glas.
Das Filtersystem umfasst beinahe alle in der Fotografie zur Anwendung kommenden Filter wie Polarisationsfilter, UV-Filter, Farbkorrekturfilter, Verlauffilter, Neutraldichtefilter, Effektfilter usw., sowie dazu passende modulare Sonnenblenden. Das System umfasst rund 200 Filtervarianten in rechteckiger oder runder Bauform.
Das Cokin-Filtersystem wird in vier Größen hergestellt, welche die Bedürfnisse von der einfachen Sucherkamera bis zur professionellen Großformat-Kamera und Filmkamera abdecken.
- A-Serie: für Filtergewindedurchmesser von 36 mm bis 62 mm, Filtergröße 67 × 67 mm
- P-Serie: für Filtergewindedurchmesser von 48 mm bis 82 mm, Filtergröße 84 × 84 mm
- Z-PRO Serie: für Mittelformat-Kameras und Filmkameras, Filtergröße 100 × 100 (150) mm
- X-PRO Serie: für Mittel- und Großformat-Kameras und Filmkameras, Filtergröße 170 × 130 mm

2013 wurde im Rahmen eines überarbeiteten Markenauftritts die Bezeichnung der Filterserien zu S, M, X und XL verändert.
Runde Filter mit Richtungscharakteristik wie Polarisations- oder Sternfilter lassen sich im Halter beliebig drehen. Auch rechteckige Filter mit Richtungscharakteristik wie etwa Verlauffilter lassen sich im Halter auf dem Adapterring in die gewünschte Position drehen.
In einem Halter können bis zu drei Filter kombiniert werden, und es können mehrere Halter übereinander gesetzt werden. Nur Lichtverlust und mögliche Vignettierung setzen hier Grenzen.
Das Haltersystem wurde mit der starken Verbreitung von zuerst analogen, dann digitalen Sucher- und Videokameras weiterentwickelt. Diese Kameras haben sehr unterschiedliche Objektivdurchmesser, welche oft ohne Gewinde sind. Dafür bietet Cokin ein Haltersystem an, das sich am Stativgewinde der Kamera befestigen lässt und damit unabhängig von der Objektivausbildung ist. Eine weitere Variante lässt sich über einen magnetischen Adapterring ansetzen. Dieser Adapterring wird an Kamera oder Objektiv geklebt.